# Bulbophyllum gyaloglossum
Bulbophyllum gyaloglossum là một loài phong lan thuộc chi Bulbophyllum.